# Euphaeidae
Famille
Les Euphaeidae sont une famille de libellules qui fait partie des zygoptères dans l'ordre des odonates. C'est une petite famille qui comprend environ 70 espèces. Ce sont des demoiselles de grande taille avec généralement une coloration métallique, ressemblant à la famille des Calopterygidae. Ces insectes se retrouvent dans les régions tropicales et ils se reproduisent dans les cours d'eau forestiers.

## Caractéristiques
Chez cette famille, en plus des lamelles caudales, les naïades (larves) ont sept paires de branchies supplémentaires le long de leur abdomen. Les adultes ont les ailes antérieures et postérieures de la même longueur, à peine pétiolées et le pterostigma est plus large sur l'aile postérieure.

## Liste des genres
Cette famille comprend 9 genres :
- Anisopleura Selys, 1853
- Bayadera Selys, 1853
- Cryptophaea Hämäläinen, 2003
- Cyclophaea Ris, 1930
- Dysphaea Selys, 1853
- Epallage Charpentier, 1840
- Euphaea Selys, 1840
- Heterophaea Cowley, 1934
- Schmidtiphaea Asahina, 1978

## Galerie

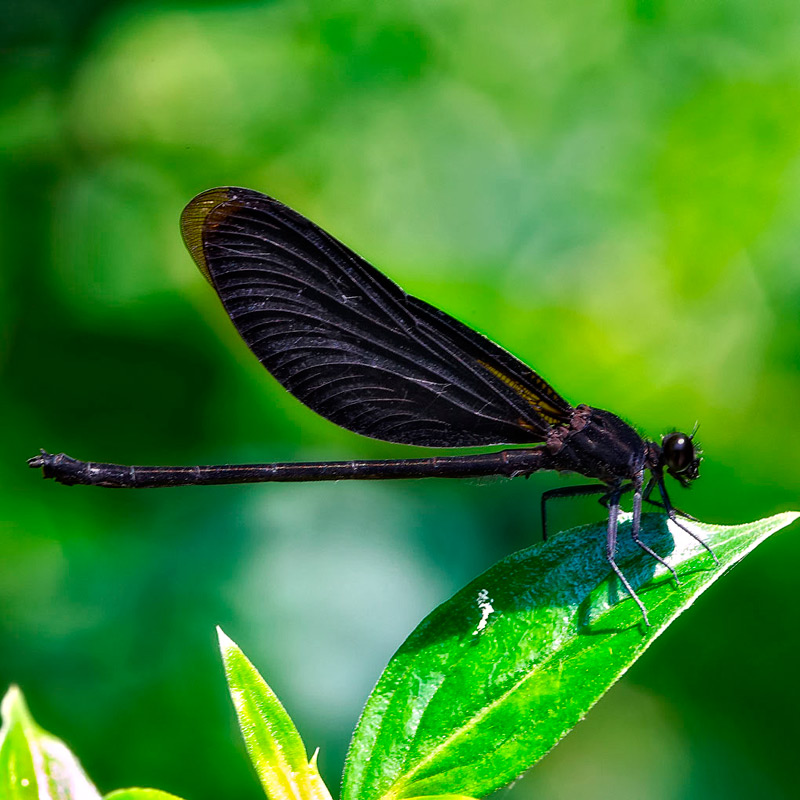
Euphaea masoni femelle
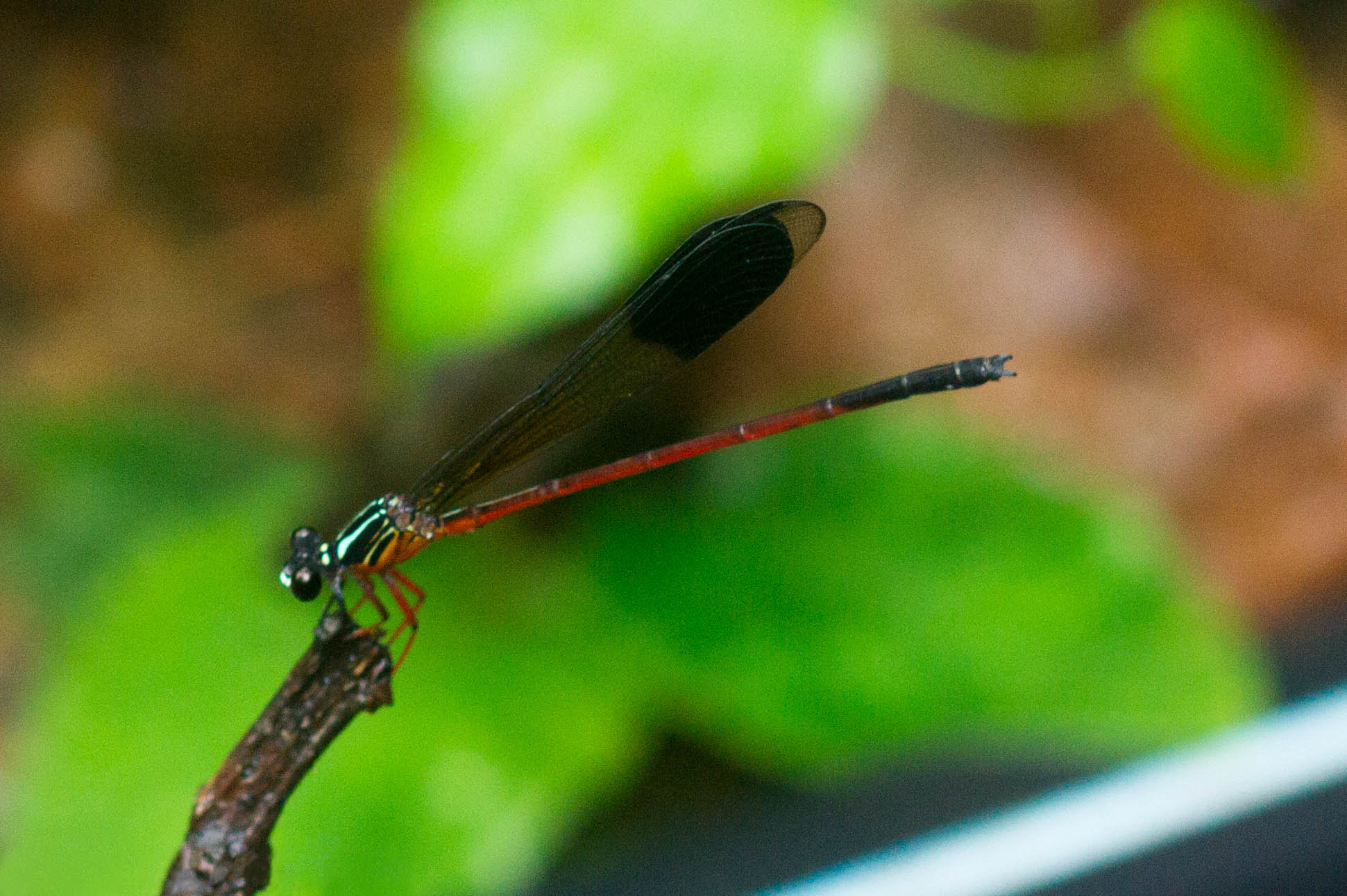
Euphaea cardinalis mâle
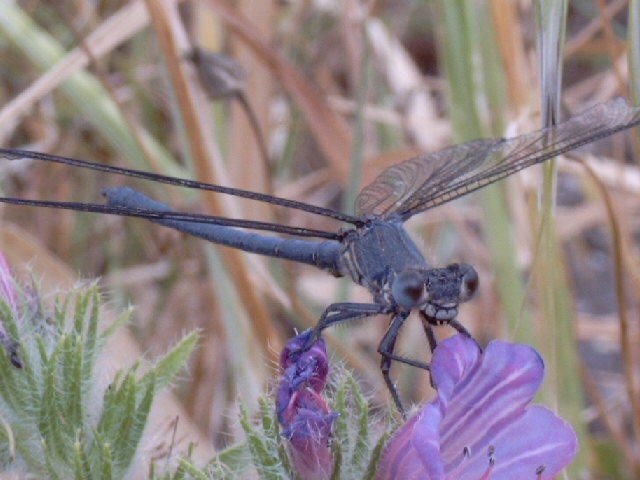
Epallage fatime mâle